# Espacio de configuración
En mecánica clásica y mecánica lagrangiana, el espacio de configuración es el espacio de todas las posibles posiciones instantáneas de un sistema mecánico. El espacio de configuración de un sistema mecánico tiene estructura de variedad diferenciable, de dimensión N, donde N es el número de grados de libertad del sistema mecánico. Por esa razón a veces también se conoce a este espacio como variedad de configuración.
Además puede definirse el espacio de configuración ampliado, o espacio vectorial tangente, como el conjunto de todas las posiciones posibles y todas las velocidades posibles. El espacio de configuración ampliado tiene el interés de que representa el espacio de todos los posibles estados del sistema mecánico. Este espacio ampliado puede construirse a partir del espacio de configuración, mediante una construcción topológica conocida como fibrado tangente. Así el espacio de configuración ampliado es una variedad diferenciable de dimensión 2N, siendo N el número de grados de libertad, que es ni más ni menos que el fibrado tangente TQ del espacio de configuración Q.

## Ejemplos
Por ejemplo, el espacio de configuración de una única partícula moviéndose en el espacio tridimensional euclidiano es simplemente ℝ3. Para N partículas es ℝ3N. Para un péndulo que se mueva en un mismo plano, el espacio de configuración es S1 ya que la posición del mismo viene dada por un único ángulo (por ejemplo el ángulo respecto a la vertical).
Para dar cuenta no solo de la posición sino también del momento lineal (o alternativamente la velocidad) se construye el espacio fásico {\displaystyle \Gamma }, que matemáticamente viene dado por el fibrado tangente del espacio original. Este fibrado tangente es una variedad de dimensión 2m, siendo m el número de grados de libertad del sistema mecánico. Así podemos dar los siguientes ejemplos de espacios fásicos:
1. Para una partícula que se mueve en el espacio tridimensional {\displaystyle \Gamma =\mathbb {R} ^{6}\,}.
2. Para N partículas que se mueven en el espacio tridimensional {\displaystyle \Gamma =\mathbb {R} ^{6N}\,}.
3. Para un péndulo {\displaystyle \Gamma =S^{1}\times \mathbb {R} ^{1}}.